# Colta.ru
Colta.ru (от итал. colta — «сбор урожая», «образованный, просвещённый») — российское интернет-издание, освещающее современное искусство и культуру. Первое русское СМИ, в полной мере финансируемое краудфандингом с помощью сервиса «Акционирование» на сайте Planeta.ru.
5 марта 2022 в связи с принятием федерального закона об уголовной ответственности за фейки о Вооружённых силах РФ редакция объявила о временном прекращении работы. 11 марта Роскомнадзор заблокировал сайт издания за «размещение недостоверной общественно значимой информации» о вторжении России на территорию Украины.

## История
В июне 2012 года владелец портала OpenSpace.ru Вадим Беляев объявил о том, что портал сменит концепцию и редакцию. Команда во главе с главным редактором Марией Степановой покинула редакцию портала OpenSpace.ru в полном составе[уточнить]. Портал OpenSpace.ru в первоначальном виде работал до начала июля 2012 года. Старая редакция во главе с Марией Степановой приняла решение зарегистрировать новый домен и работать там в течение нескольких месяцев. Туда же перенесён архив OpenSpace.ru с мая 2008 года по июль 2012 года.
Новый сайт Colta.ru открылся 16 июля 2012 года. Из старой команды ушла только арт-критик и редактор раздела «Искусство» Екатерина Дёготь[уточнить].

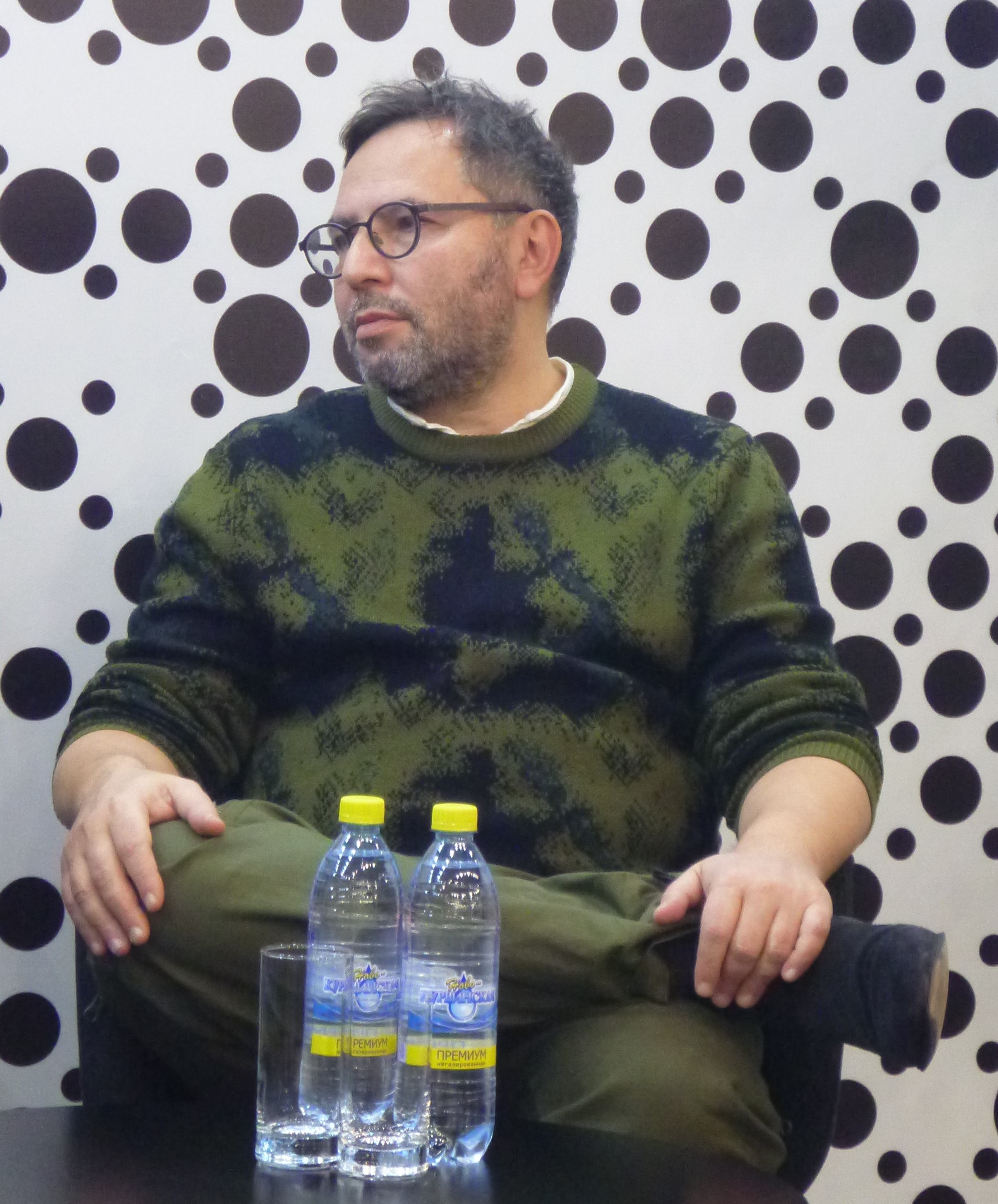
Михаил Ратгауз в октябре 2021 года.

Михаил Ратгауз, заместитель главного редактора Colta.ru, заявил касательно содержательного и концептуального отличия Colta.ru от OpenSpace.ru: «Мы сокращаем количество материалов. Это одновременно и вынужденная мера, и наше давнее желание. Это означает, что удельный вес каждого материала возрастает. Мы отказываемся от „отбивания“ культурного процесса, от классического рецензирования. То есть мы не будем писать отзыв на фильм, даже если он нам очень симпатичен, а сделаем некий обобщающий материал вокруг него. У нас есть идеи, планы относительно формата, но пока об этом рано говорить. Надеемся, что осенью мы сможем приступить к их осуществлению».
13 ноября 2012 года на сайте появилось объявление о его предстоящем закрытии 19 ноября, если прежде не будет найден новый источник финансирования. 20 ноября 2012 года редакция попрощалась со своими читателями и остановила деятельность проекта. Тем не менее уже через месяц, 26 декабря, Мария Степанова объявила о возобновлении работы сайта с 14 января 2013 года.

## Модель финансирования сайта
Сайт начал функционировать на средства его сотрудников, получивших при увольнении от OpenSpace.ru компенсацию и вложивших эти деньги в запуск проекта (регистрация, гонорарный фонд и пр.). На первоначальном этапе существования сайта — 3 месяца — проект финансировался по схеме краудфандинга (народное финансирование); при этом в первые же недели сбора средств на счёт проекта поступило 522 500 рублей из 600 000 требующихся для трёх месяцев существования проекта. На 27 июля 2012 года было собрано 617 700 рублей. Всего было собрано 694 800 рублей, что позволило проекту продержаться четыре месяца вместо трёх запланированных. 18 сентября 2013 года запущена следующая акция по сбору средств, было собрано 684 747, требовалось 300 000.

## Специальные проекты
13 апреля 2018 года администрация сайта запустила голосование «Есть ли в России моральные авторитеты?» Редакцией был составлен первоначальный список из 61 кандидата, в число которых вошли различные общественные и культурные деятели. Однако пользователи получили право добавлять свои кандидатуры. В результате число кандидатов превысило тысячу, однако лишь приблизительно половине от этого количества удалось набрать больше десяти голосов. Закончилось голосование в полночь 25 апреля. По его итогам первое место занял видеоблогер Илья Мэддисон, второе — IT-предприниматель Нариман «Абу» Намазов, владелец имиджборда 2ch.hk, третье — оппозиционный политик Алексей Навальный. В первой десятке также оказались президент России Владимир Путин, писатель Захар Прилепин, контркультурный деятель Сергей «Пахом» Пахомов и рок-музыкант Борис Гребенщиков. Голосование вызвало интерес отечественных СМИ: Канобу, «Эхо Москвы» и др.